# Embaixada da Argélia em Brasília
A Embaixada da Argélia em Brasília é a principal missão diplomática da Argélia no Brasil. Está localizada no Lago Sul. É chefiada pela embaixador Toufik Dahmani. Brasil e Argélia são sobretudo parceiros em cooperação técnica, com a última sendo um dos principais parceiros brasileiros na África depois dos Países Africanos de Língua Oficial Portuguesa (PALOPs). Em anos recentes, foram feitos projetos em áreas como artesanato (para lapidação de gemas), saúde (sobretudo cirurgia cardíaca pediátrica), agropecuária e meio ambiente. A Argélia é igualmente um dos maiores parceiros comerciais do Brasil na África e no mundo árabe, com o intercâmbio comercial entre os países, em 2019, sendo de US$ 2,76 bilhões, com défice de US$ 700,5 milhões para o Brasil.

## Histórico
As relações diplomáticas entre Brasil e Argélia iniciaram em 1962, ano que ocorreu a instalação da embaixada do Brasil em Argel. Em 1981, o ministro das finanças argelino Mohamed Yalá visitou o Brasil, e na visita assinou acordos de cooperação técnica e comercial e criou a Comissão Mista Brasileiro-Argelina para a Cooperação Econômica, Comercial, Científica, Tecnológica, Técnica e Cultural. Em 1983, o presidente brasileiro João Figueiredo (1979–1985) visitou a Argélia, um ato respondido, em 1985, com a visita do presidente argelino Chadli Bendjedid (1979–1992) ao Brasil. A Argélia foi novamente visitada em 1987, pelo então ministro da indústria e comércio José Hugo Castelo Branco, que assinou acordo de cooperação econômica, e novamente em 2003, pela então ministra de minas e energia Dilma Rousseff. Em 2005, a Argélia foi visitava outra vez pelo ministro Celso Amorim, que assinou um memorando de entendimento de entendimento para instituição de mecanismo de consultas políticas bilaterais e também acordos sobre sanitarismo e migração.
No mesmo ano, os ministros do desenvolvimento industrial e comércio e Luiz Fernando Furlan e minas e energia Silas Rondeau visitaram a Argélia, enquanto o presidente argelino Abdelaziz Bouteflika (1999–2019) visitou o Brasil. No ano seguinte, o presidente brasileiro Luiz Inácio Lula da Silva visitou a Argélia e assinou acordos de cooperação agrícola, comercial e de transporte marítimo. No Brasil, ocorre a II Reunião da Comissão Bilateral Mista com a visita do ministro dos negócios estrangeiros argelino Mohamed Bedjaoui. Em 2008, o chefe do Estado-Maior das Forças Armadas da Argélia, o general Gaid Salah, visitou o Brasil, enquanto na Argélia ocorreu a III Reunião da Comissão Bilateral Mista. Em 2009, o ministro do desenvolvimento, indústria e comércio Miguel Jorge visitou a Argélia, enquanto o ministro da cultura argelino Khálida Toumi visitou o Brasil para assinar um acordo de cooperação cultural. No ano seguinte, ocorre a IV Reunião da Comissão Bilateral Mista, no Brasil, e uma nova visita de Miguel Jorge à Argélia.
Em 2011, o ministro de energia e minas argelino Youcef Yousfi visitou o Rio de Janeiro para participar do fórum World Energy Leaders Summit. Em 2012, o presidente do Conselho da Nação (Câmara Alta) da Argélia, Abdelkader Belsalah, também visitou o Brasil. Em 2015, o ministro das relações exteriores, Mauro Vieira, foi à Argélia, onde ocorre a I Reunião do Mecanismo de Diálogo Estratégico. Em 2018, o ministro das relações exteriores Aloysio Nunes Ferreira visitou a Argélia e assinou um acordo de cooperação em defesa e do memorando de entendimento para cooperação entre academias diplomáticas.